# Piotr Skrobowski
Piotr Skrobowski (né le 16 octobre 1961 à Cracovie en Pologne) est un joueur de football international polonais, qui évoluait au poste de défenseur.

## Biographie

### Carrière en club
Piotr Skrobowski commence le football au Clepardia Kraków avant de rejoindre le Wisła Cracovie où il fait ses débuts professionnels le 3 mars 1979 lors d'une rencontre face au Ruch Chorzów, il dispute 9 matchs lors de sa première saison, il évolue au club entre 1977 et 1985, Au cours de cette période, il participe à 136 rencontres  et inscrit 7 buts en faveur du club, parmi ses matchs disputé pour le Wisła Cracovie, il compte 120 matchs de championnat, 12 de coupe de Pologne et 4 de Coupe d'Europe. 
En 1985, Piotr Skrobowski quitte son club formateur et rejoint le Lech Poznań, il remporte en 1988 la Coupe de Pologne. Il dispute 52 rencontres de championnat pour ce club. Après trois saisons il s'engage avec une autre formation de Poznań, l'Olimpia Poznań, il dispute 41 match de championnat pour le club en deux ans, vingt-trois la première saison, dix-huit la suivante. 
En 1990, il quitte la Pologne pour rejoindre le championnat suédois et le Hammarby IF, un des clubs de Stockholm, il défend les couleurs du club durant trois saisons, il dispute un total de 14 rencontres pour le club, il passe sa premières saisons en première division, mais son club est relégué en fin d'année, terminant à la douzième et dernière place, il dispute deux saisons en deuxième division avant de raccrocher les crampons au terme de l'année 1992.

### Carrière en sélection
Avec l'équipe de Pologne, il joue 15 matchs  entre 1980 et 1984, sans inscrire le moindre but.
Il honore sa première sélection le 22 juin 1980 contre l'Irak lors d'un match amical, lors de ce match il entre en jeu à la mi-temps.Il figure dans le groupe des sélectionnés lors de la Coupe du monde de 1982 mais il ne participe à aucune rencontre. Il honore sa 15e et dernière sélection lors d'un match face à l'Inde comptant pour la Nehru Cup 1984.

## Palmarès
| \| Lech Poznań - Coupe de Pologne (1) : - Vainqueur : 1988. \| |  | Pologne - Coupe du monde : - Troisième: 1982. |
| Lech Poznań - Coupe de Pologne (1) : - Vainqueur : 1988.       |  |                                               |